# 水野廣徳
水野 広徳（みずの ひろのり、旧字体：水野 廣德、1875年（明治8年）5月24日 - 1945年（昭和20年）10月18日）は、日本の海軍軍人、軍事評論家、架空戦記作家。最終階級は海軍大佐。父は旧松山藩能方の水野光之で末子。

## 経歴
愛媛県の三津浜（現松山市）に生れる。幼少に両親を失い、伯父に育てられる。伯父の妻は秋山好古・真之兄弟の親戚。
松山中学校を経て、日清戦争後の明治31年（1898年）に江田島の海軍兵学校を卒業（26期）。同期の野村吉三郎、小林躋造とは生涯の親友となる。
義和団の乱では陸戦隊小隊長として上海の警備を担当する。明治36年（1903年）、海軍大尉となる。日露戦争では第41号水雷艇長として明治37年（1904年）の旅順口閉塞作戦や黄海海戦、翌年の日本海海戦に従軍。
日露戦争中に書いた閉塞隊の記録が全国紙に掲載されたことにより、明治39年（1906年）、軍令部戦史編纂部に出仕を命ぜられ、東京で『明治三十七八年海戦史』の編纂に従事し、黄海海戦、日本海海戦部分などを担当。明治44年（1911年）、『此一戦』を博文館から刊行。編纂作業終了後は舞鶴水雷団、佐世保海軍工廠副官兼検査官、海軍省文庫主管、「出雲」「肥前」の各副長などを歴任した。
第一次世界大戦では2度にわたり欧米諸国を私費で視察、戦時下である1度目の視察の後に大正6年（1917年）に『東京朝日新聞』に連載の紀行文『バタの臭』では、空襲を受ければ東京が灰になる可能性を早くも指摘。戦後の2度目の際には、兵士同士の戦いから国家総力戦となり民間人である女性子供老人たちの死体の山を目の当たりにし、帰国後、海軍大臣・加藤友三郎に「日本は如何にして戦争に勝つよりも如何にして戦争を避くべきかを考えることが緊要です」と報告（加藤は後にワシントン軍縮会議に日本側全権として出席、軍縮条約を締結）。
「戦争を防ぎ、戦争を避くる途は、各国民の良知と勇断とによる軍備の撤廃あるのみである」として軍国主義者から一転して平和主義者に転じ反戦・平和論を説いた。大正10年（1921年）に『東京日日新聞』に連載した「軍人心理」で軍人にも参政権（選挙権）を与えよと書いたことが海軍刑法に触れ謹慎処分を受ける。謹慎最終日に加藤友三郎の意を受けて野村吉三郎が海軍残留を促すが、職業と思想の乖離への葛藤や、軍に所属しているままでは思うように執筆できないことなどから、退役し評論家としての道を進む。
ワシントン会議前後より、『中央公論』などの大手総合雑誌を中心として、矢継ぎ早に平和論・軍縮論を発表。大正12年（1923年）、軍部が『新国防方針』（米国を仮想敵国としたもの）を奏上、それをスクープした新聞記事をもとに、日米戦争を分析し、日本の敗北を断言した『新国防方針の解剖』を発表。アメリカのメディアにも注目される。
昭和5年（1930年）、日米戦の未来戦記『海と空』を刊行。空襲を受ける東京を「逃げ惑ふ百万の残留市民父子夫婦　乱離混交　悲鳴の声」「跡はただ灰の町　焦土の町　死骸の町」と描写した。昭和6年（1931年）、関東軍が満州を制圧し、傀儡政権満州国を建国、政府・軍部のみならず130社以上の新聞社が歓迎の共同宣言した翌年、『海と空』を膨らませた『打開か破滅か・興亡の此一戦』を発刊。「日本の満州国承認は、国際連盟を驚愕せしめ米国を憤慨せしめ、中国を悶殺せしめた」等、満州問題を論じた部分によって発売禁止となる。
昭和16年（1941年）2月26日、情報局が大手総合雑誌に配布した執筆禁止者リストに載る。また、昭和20年（1945年）、米軍機より大正14年（1925年）4月号の『中央公論』に執筆した『米国海軍と日本』の一部を引用した伝単ビラが全国に撒かれた。
同年、腸閉塞を発症し、10月18日に今治市内の病院で死去した。なお、昭和14年（1939年）12月30日の日記に「反逆児知己ヲ百年ノ後ニ待ツ」の句がある。

## 栄典
位階

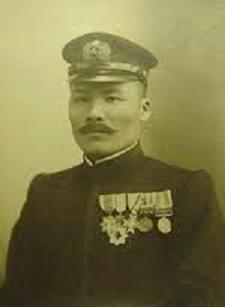
海軍時代の肖像

- 1900年（明治33年）2月20日 - 正八位[2]
- 1901年（明治34年）12月17日 - 従七位[3]
- 1903年（明治36年）12月19日 - 正七位[4]
- 1908年（明治41年）12月11日 - 従六位[5]
- 1914年（大正3年）1月30日 - 正六位[6]
- 1918年（大正7年）1月30日 - 従五位[7]

勲章等
- 1906年（明治39年）4月1日 - 功五級金鵄勲章・勲五等双光旭日章・明治三十七八年従軍記章[8]
- 1902年（明治35年）5月10日 - 明治三十三年従軍記章[9]
- 1915年（大正4年）11月7日 - 勲三等瑞宝章・大正三四年従軍記章[10]

## 作品
『此一戦』
明治44年（1911年）に博文館で刊行。日本海海戦を描いたルポルタージュである。明治38年（1905年）5月27日、東郷平八郎司令長官率いる連合艦隊は、当時無敵の艦隊として世界に名を轟かせたロシア・バルチック艦隊を日本海に迎え撃った。海軍大尉として従軍した水野は、日露両艦隊の戦力比較から丁字戦法、後に東郷ターンと言われた奇跡の敵前大回頭など、日本海海戦の実像を臨場感をもって記した。また戦闘の合間にある士官・兵卒の会話、バルチック艦隊の大遠征、秋山真之が敵艦に乗艦し降伏を受け入れる緊迫した場面などが克明に描かれている。当時のベストセラー作品であるが、常陸丸事件で降伏を拒否し自決した軍人を好意的に描き、その後の日本人捕虜観への影響が指摘される。
なお、『此一戦』が無許可出版であったので処罰されたとする評論がいくつかあるが、これは2作目の『次の一戦』のあやまりである。『此一戦』は海軍より公認を受けての刊行で、許可を得る際に当局の意を受け海軍充実の意見を加筆しているし、東郷らの題字や加藤友三郎らの序文も掲載されている。以下は21世紀刊行の新版
- 明元社、2004年6月
- 国書刊行会、2010年11月。現代文表記
- 中公文庫、2023年1月。解説長山靖生

『次の一戦』
大正3年（1914年）に金尾文淵堂で刊行。日米戦争の未来戦記。
日露戦争のときはロシア海軍の旅順艦隊とバルチック艦隊を時期を分けて別々に撃破することが可能であったが、対アメリカ戦ではパナマ運河開通により太平洋艦隊と大西洋艦隊の両艦隊と間をおかず戦わねばならず、日本が敗北する結末を描いて海軍の拡張を訴えた。無許可出版であったため処罰を受けたが、時の海軍大臣・八代六郎が海軍の必要を訴える内容であったことに気を良くし10日の謹慎処分を5日に軽減した。
『戦影』（『血の飛沫』）
大正3年（1914年）に金尾文淵堂で刊行。
明治37年（1904年）の日露戦争における旅順方面の作戦を水雷艇長であった著者の視点で描いた。旅順口封鎖のための哨戒任務や、第三回旅順口閉塞作戦に閉塞隊員収容の任務に当たった時の状況などが克明に描かれる。
昭和5年（1930年）、改訂版を改造社より刊行。初版でしばしば訴えていた海軍の拡張を訴える文言を削除。
昭和10年（1935年）に香風閣より刊行された際には『血の飛沫』と改題。しかし昭和14年（1939年）の潮文閣での刊行の際は元の題名に戻した。この潮文閣の版は発売後間もなく発禁となり、問題とされた数ページを切り取って再発売された。
『海と空』
昭和5年（1930年）に海洋社で刊行。日米戦の未来戦記。
海戦において大艦巨砲主義が既に時代遅れであり、戦局を決定するのが航空戦力であることを明示し、東京大空襲を予言。
また、日本の資源不足やアメリカ依存の産業構造により経済面で戦争続行が困難であることを市民生活が窮乏していく形で描く。
『打開か破滅か 興亡の此一戦』
昭和7年（1932年）に東海書院で刊行。
『海と空』を膨らませたもので、戦闘シーンの一部や東京大空襲の描写、経済的な困窮を描写するシーンは『海と空』を流用。当時多数刊行されていた日米戦争を煽り立てる著作に対する批判や社会評論が随所に挿入されている。満州問題を論じた部分が検閲に引っかかり、発売後まもなく発禁となる。
検閲で不可とされた部分を伏字とし『日米興亡の一戦』と改題、東海書院より再刊行。なお、東京空襲の描写が後に実際に起こった東京大空襲と酷似しているために、これを発禁理由としているものがあるが、それは誤りである。『海と空』は発禁になっておらず、『日米興亡の一戦』の東京空襲の描写に伏字は全くない。
『秋山眞之』
昭和8年（1933年）「秋山眞之会」で限定刊行。平成21年（2009年）5月、マツノ書店で限定復刻。
桜井真清を代表として複数で執筆された秋山真之の伝記、水野は立案監修を担当。翌年に一般向けに簡略化した『提督秋山眞之』（岩波書店）では「巻頭に寄す」を担当。
『秋山好古』
昭和10年（1935年）「秋山好古大将伝記刊行会」で刊行。平成21年（2009年）5月、マツノ書店で限定復刻。秋山好古の伝記。
『秋山眞之』同様桜井真清が代表者となっているが、執筆は水野が主導して松下芳男と2人で行われた（刊行直前に松下に宛てた水野の礼状が残っている）。
『秋山眞之』『秋山好古』ともに、秋山兄弟を研究する際の必須資料となっており、司馬遼太郎の代表作『坂の上の雲』も、両書から多大な影響を受けている。
『水野広徳著作集』雄山閣出版（全8巻）
粟屋憲太郎、前坂俊之、大内信也監修、平成7年（1995年）。当初は全10巻の予定であったが全8巻に規模縮小され（「水野広徳の書誌学」石渡幸二）、言論統制が激しくなってから書いた水野の最後の単行本である戦国武将の評伝『日本名将論』が収録されておらず、全集ではなく著作集として刊行になった。水野の文名を一躍天下に知らしめた日露戦記『此一戦』・『戦影』（後に発禁）、日米未来戦記『次の一戦』・『興亡の此一戦』（発禁）、『自伝』『日記』などのほか、新聞、『中央公論』、『改造』などに発表した反戦平和、軍縮、日米非戦論などの論考の大部分を網羅した唯一の著作集。

## 評価

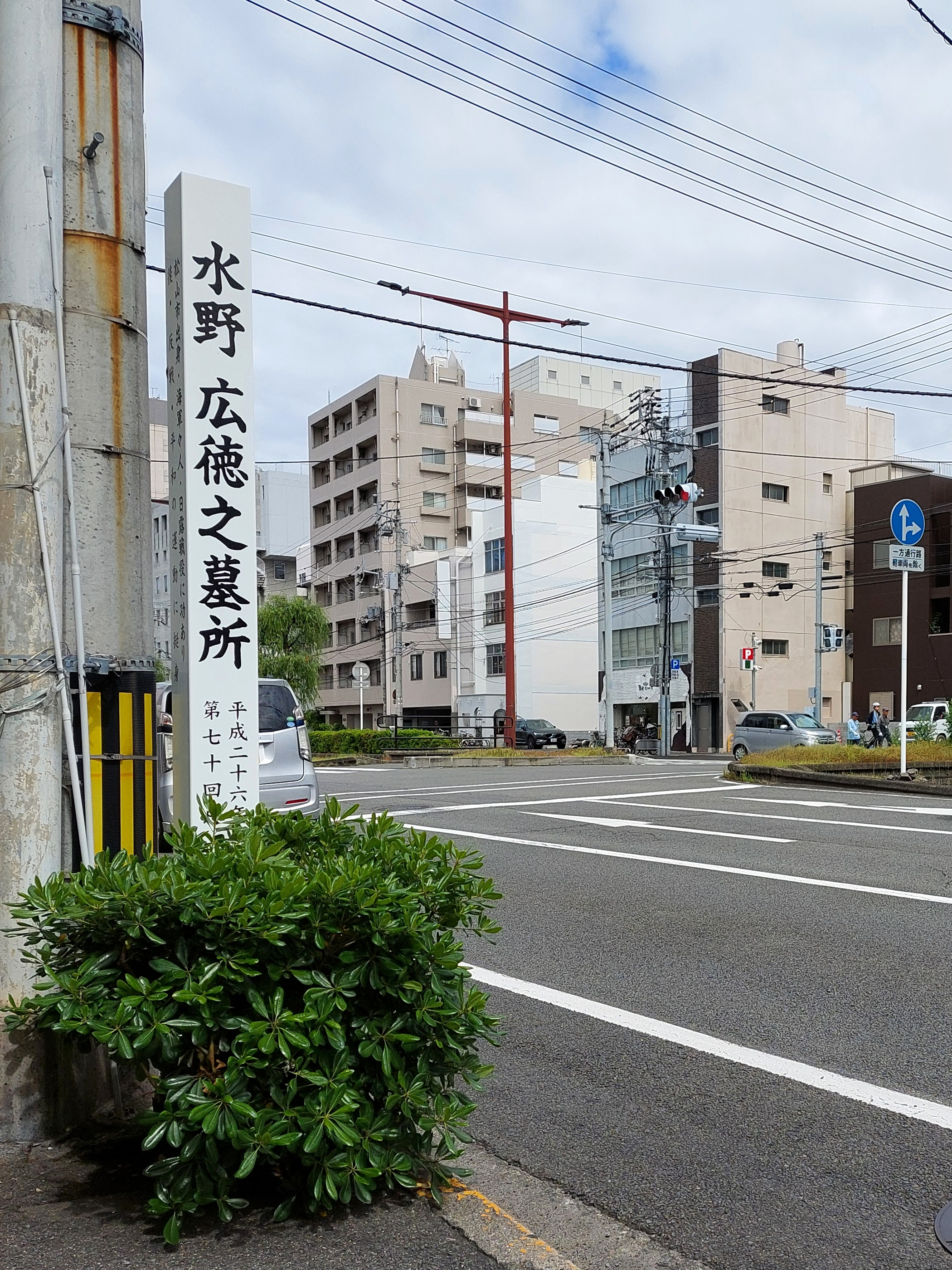
水野広徳之墓所（松山市柳井町3丁目の松山浄苑蓮福寺内）

古典的研究としては、戦後直後に水野の伝記を著した松下芳男。日本における国際平和主義の伝統を水野に見出し、統帥権の独立を否定し、アジア太平洋戦争の帰結をいち早く予言した人物として高く評価する家永三郎の研究が代表的である。
1980年代に入ると「郷土の偉人」として再発掘され、地方史の分野で再評価が進んだ。1990年代から2000年代には、粟屋憲太郎、前坂俊之を中心に編纂された『水野広徳著作集』刊行に前後して、宮本盛太郎、関静雄、福島良一らによって、水野の「平和主義者」への転身過程を中心とした実証的な研究が進展した。
宮本は、水野の「平和主義者」転身は、それほど劇的なものではないとして、転身前と後の連続性を指摘し、水野の平和論を日本国憲法の源流の一つとして評価する。関は、ワシントン会議前後の言説分析から、国際秩序維持の制度的保障を求めつつ、戦争の危険と軍備負担をこれ以上増大させない、むしろなるべく軽減する方策を模索する「相対的軍備拡張的制限論者」と定義した。福島は、水野が「国防力」＝「国力」の涵養こそが最優先課題と認識し、国民生活の向上実現という実利的判断を通じて、軍縮への国民的支持を調達しようとしたこと。そのために軍備を「軍人の専檀」から「国民の手」に解放することを目的とした民本主義に基づく、国民の意思を政治に反映させるための普選即行論と政党内閣制支持の構造を明らかにした。
近年では、それまでの研究が、水野を「平和主義者」とアプリオリに規定した上で、「平和主義」転身過程前後に分析を集中していたことに対し、水野の平和主義の限界を捉えようとする研究が現れはじめている。

## 演じた俳優
- 江原真二郎　「花へんろ」　作：早坂暁　1986～1988年　NHK
- 林隆三「悲劇の予言者　水野廣德」作：早坂暁　1995年　南海放送